# Philippe Senderos
Philippe Sylvain Senderos (sinh ngày 14 tháng 2 năm 1985) là một cầu thủ bóng đá người Thụy Sĩ. Gần đây nhất anh thi đấu ở vị trí trung vệ cho Houston Dynamo ở Major League Soccer (MLS).
Senderos bắt đầu sự nghiệp tại Servette, trước khi được Arsenal chiêu mộ. Anh có 116 trận ra sân trong bảy mùa giải với đội bóng thành phố Luân Đôn, đoạt Cúp FA năm 2005. Sau khi được đem cho mượn ở Milan và Everton, anh chuyển tới Fulham theo dạng chuyển nhượng tự do vào năm 2010, nơi anh có bốn mùa giải. Senderos sau đó thi đấu tại Tây Ban Nha, Anh, Scotland, Thụy Sĩ và Hoa Kỳ.
Senderos ra mắt Đội tuyển bóng đá quốc gia Thụy Sĩ từ năm 2005, có 57 trận và ghi 5 bàn. Anh cùng đội tuyển Thụy Sĩ dự ba Giải vô địch bóng đá thế giới cũng như Giải vô địch bóng đá châu Âu 2008.

## Sự nghiệp câu lạc bộ

### Servette
Có cha là người Tây Ban Nha, Julián Senderos, và mẹ là người Serbia, Zorica Novaković Senderos đã gia nhập vào đội trẻ của câu lạc bộ Servette. ban đầu anh chơi ở vị trí tiền đạo nhưng sau đó lại chuyển xuống Hậu vệ do anh nhận thấy mình chơi tốt ở vị trí này.

### Arsenal
Senderos ký hợp đồng với Arsenal vào tháng 12 năm 2002, tuy vậy anh vẫn được giữ lại ở Servette cho tới mùa hè năm sau. mùa giải 2005-06, Senderos đã ghi bàn thắng đầu tiên của anh cho Arsenal trong trận thua 2–1 trước West Bromwich Albion, và một bàn nữa trong trận thắng 7–0 trước Middlesbrough.

### A.C. Milan
Không được huấn luyện viên Arsene Wenger tin dùng. Tháng 8 năm 2008, Senderos đã gia nhập câu lạc bộ Milan theo dạng cho mượn. Anh nhanh chóng bị dính chấn thương và phải cạnh tranh với Paolo Maldini và Kakha Kaladze cho một suất trong đội hình chính, cuối cùng anh cũng được ra sân tại vòng bảng UEFA Cup, gặp S.C. Braga, trận đấu đầu tiên của anh tại Serie A là khi được vào thay người trong trận gặp Fiorentina, Trải qua nửa mùa giải. Senderos đã ra sân 14 lần ở Serie A trước khi quay trở lại Arsenal.

### Everton
Senderos chỉ được ra sân 2 lần cho Arsenal tại cúp liên đoàn trong mùa giải 2009–10. Tháng 1 năm 2010, anh được Everton mượn trong phần còn lại của mùa giải. Tại Everton,anh mang áo số 23, số áo được để lại sau khi Lucas Neill rời đi. Anh thi đấu trận đầu tiên cho câu lạc bộ trong trận thắng 1–0 trên sân khách trước Wigan Athletic. Quay trở lại Arsenal vào cuối mùa giải sau khi đã thi đấu 3 trận cho Everton (2 trận ở Premier League và 1 trận ở Europa League).

### Fulham
Tháng 6 năm 2010, Senderos đã ký hợp đồng có thời hạn 3 năm và chuyển đến Fulham theo dạng chuyển nhượng tự do.
vào ngày 9 tháng 8, khi đang luyện tập Senderos đã bị rách gân Achilles. Anh đã trải qua phẫu thuật và dự kiến sẽ trở lại sau 6 tháng.

## Cuộc sống cá nhân
Senderos nói được 6 ngôn ngữ: Anh, Pháp, Tây Ban Nha, Đức, Ý và Bồ Đào Nha. Anh trai của anh Julien là vận động viên bóng rổ chuyên nghiệp hiện đang chơi cho Meyrin Grand-Saconnex và đội tuyển Thụy Sĩ.
Trong khoảng thời gian ở Arsenal, các cổ động viên đã đặt cho anh biệt danh Swiss Tony. cái tên này bắt nguồn từ một nhân vật trong The Fast Show, và là một cách chơi chữ dựa vào quốc tịch, phong cách thi đấu giống Tony Adams của anh.

## Thống kê sự nghiệp
Tính đến ngày 4 tháng 10 năm 2014
| Câu lạc bộ          | Mùa giải            | Giải đấu            | Giải đấu | Giải đấu | Cúp quốc gia | Cúp quốc gia | Cúp liên đoàn | Cúp liên đoàn | Khác | Khác | Tổng cộng | Tổng cộng |
| Câu lạc bộ          | Mùa giải            | Hạng                | Trận     | Bàn      | Trận         | Bàn          | Trận          | Bàn           | Trận | Bàn  | Trận      | Bàn       |
| ------------------- | ------------------- | ------------------- | -------- | -------- | ------------ | ------------ | ------------- | ------------- | ---- | ---- | --------- | --------- |
| Servette            | 2001–02             | Nationalliga A      | 3        | 0        | 0            | 0            | –             | –             | 0    | 0    | 3         | 0         |
| Servette            | 2002–03             | Nationalliga A      | 23       | 3        | 0            | 0            | –             | –             | 0    | 0    | 23        | 3         |
| Servette            | Tổng cộng           | Tổng cộng           | 26       | 3        | 0            | 0            | –             | –             | 0    | 0    | 26        | 3         |
| Arsenal             | 2003–04             | Premier League      | 0        | 0        | 0            | 0            | 0             | 0             | 0    | 0    | 0         | 0         |
| Arsenal             | 2004–05             | Premier League      | 13       | 0        | 6            | 0            | 3             | 0             | 0    | 0    | 23        | 0         |
| Arsenal             | 2005–06             | Premier League      | 20       | 2        | 2            | 0            | 5             | 0             | 8    | 0    | 35        | 2         |
| Arsenal             | 2006–07             | Premier League      | 14       | 0        | 4            | 0            | 2             | 0             | 3    | 0    | 23        | 0         |
| Arsenal             | 2007–08             | Premier League      | 17       | 2        | 3            | 0            | 3             | 0             | 9    | 0    | 32        | 2         |
| Arsenal             | 2008–09             | Premier League      | 0        | 0        | 0            | 0            | 0             | 0             | 0    | 0    | 0         | 0         |
| Arsenal             | 2009–10             | Premier League      | 0        | 0        | 0            | 0            | 2             | 0             | 0    | 0    | 2         | 0         |
| Arsenal             | Tổng cộng           | Tổng cộng           | 64       | 4        | 15           | 0            | 14            | 0             | 20   | 0    | 113       | 4         |
| Milan (mượn)        | 2008–09             | Serie A             | 14       | 0        | 0            | 0            | –             | –             | 5    | 0    | 19        | 0         |
| Milan (mượn)        | Tổng cộng           | Tổng cộng           | 14       | 0        | 0            | 0            | –             | –             | 5    | 0    | 19        | 0         |
| Everton (mượn)      | 2009–10             | Premier League      | 2        | 0        | 0            | 0            | 0             | 0             | 1    | 0    | 3         | 0         |
| Everton (mượn)      | Tổng cộng           | Tổng cộng           | 2        | 0        | 0            | 0            | 0             | 0             | 1    | 0    | 3         | 0         |
| Fulham              | 2010–11             | Premier League      | 3        | 0        | 0            | 0            | 0             | 0             | 0    | 0    | 3         | 0         |
| Fulham              | 2011–12             | Premier League      | 21       | 1        | 1            | 0            | 1             | 0             | 5    | 0    | 28        | 1         |
| Fulham              | 2012–13             | Premier League      | 21       | 0        | 1            | 0            | 0             | 0             | 0    | 0    | 22        | 0         |
| Fulham              | 2013–14             | Premier League      | 12       | 1        | 1            | 0            | 2             | 0             | 0    | 0    | 15        | 1         |
| Fulham              | Tổng cộng           | Tổng cộng           | 57       | 2        | 3            | 0            | 3             | 0             | 5    | 0    | 65        | 2         |
| Valencia            | 2013–14             | La Liga             | 8        | 0        | 0            | 0            | –             | –             | 3    | 1    | 11        | 1         |
| Valencia            | Tổng cộng           | Tổng cộng           | 8        | 0        | 0            | 0            | –             | –             | 3    | 1    | 11        | 1         |
| Aston Villa         | 2014–15             | Premier League      | 7        | 0        | 0            | 0            | 1             | 0             | 0    | 0    | 8         | 0         |
| Aston Villa         | Tổng cộng           | Tổng cộng           | 7        | 0        | 0            | 0            | 1             | 0             | 0    | 0    | 8         | 0         |
| Tổng cộng sự nghiệp | Tổng cộng sự nghiệp | Tổng cộng sự nghiệp | 178      | 9        | 18           | 0            | 18            | 0             | 34   | 1    | 248       | 10        |

### Bàn thắng quốc tế
Scores and results list Switzerland's goal tally first.
| #  | Ngày                 | Địa điểm                                               | Đối thủ    | Bàn thắng | Kết quả | Giải đấu                 |
| -- | -------------------- | ------------------------------------------------------ | ---------- | --------- | ------- | ------------------------ |
| 1. | 29 tháng 2 năm 2005  | Sân vận động GSP, Nicosia, Síp                         | Síp        | 1–0       | 3–1     | Vòng loại World Cup 2006 |
| 2. | 12 tháng 11 năm 2005 | Stade de Suisse, Bern, Thụy Sĩ                         | Thổ Nhĩ Kỳ | 1–0       | 2–0     | Vòng loại World Cup 2006 |
| 3. | 23 tháng 6 năm 2006  | AWD Arena, Hannover, Đức                               | Hàn Quốc   | 1–0       | 2–0     | World Cup 2006           |
| 4. | 10 tháng 10 năm 2009 | Sân vận động Josy Barthel, Luxembourg City, Luxembourg | Luxembourg | 1–0       | 3–0     | Vòng loại World Cup 2010 |
| 5. | 10 tháng 10 năm 2009 | Sân vận động Josy Barthel, Luxembourg City, Luxembourg | Luxembourg | 2–0       | 3–0     | Vòng loại World Cup 2010 |

## Danh hiệu
Arsenal
- - Cúp FA: 2005
  - Emirates Cup: 2007
  - Amsterdam Tournament: 2005, 2007

Á quân
- - UEFA Champions League: 2006
  - Football League Cup: 2007
  - FA Community Shield: 2005